# 孟定壩
孟定壩又稱勐定壩，位於中國雲南省臨滄市耿馬傣族佤族自治縣西部，南定河的下游，是臨滄最大的沖積盆地。孟定壩是臨滄糧食和經濟作物的主產區，壩區平均海拔500米，總面積98平方公里。坐落於壩子上的孟定鎮曾為孟定府的府城，今為耿馬縣第一大鎮。